# VK Zenit Sankt Petersburg
Der VK Zenit Sankt Petersburg (russisch волейбольный клуб «Зенит» Санкт-Петербург) ist ein russischer Volleyballverein aus Sankt Petersburg, der zum Fußballklub Zenit St. Petersburg gehört, 2017 gegründet wurde und seit 2017 in der Volleyball-Superliga spielt.

## Geschichte
Der Volleyballklub Zenit wurde im Sommer 2017 mit Unterstützung des Hauptsponsors Gasprom gegründet. Direktor des Klubs wurde Wladimir Samsonow. Am 23. Juni 2017 wurde Zenit nach einem Treffen des Präsidiums des russischen Volleyballverbandes in die russische Superliga aufgenommen und ersetzte in dieser das Männerteam des VK Dynamo Krasnodar, welches sich aus finanziellen Gründen zurückzog.
Alexander Klimkin wurde erster Cheftrainer von Zenit und belegte in der ersten Saison den zweiten Platz in der Superliga, das beste Ergebnis für einen Liga-Neuling. In der folgenden Saison erreichte Zenit das Finale des russischen Pokalwettbewerbs. Vor der Saison 2019/20 wurde der russische Nationaltrainer Tuomas Sammelvuo verpflichtet. Unter dessen Führung erreichte Zenit erneut das Finale des nationalen Pokals und das Halbfinale des CEV-Pokals. Aufgrund der COVID-19-Pandemie wurden beide Wettbewerbe nicht zu Ende gespielt. 
2021 erreichte Zenit das Finale um den CEV-Pokal, in dem Zenit dem VK Dynamo Moskau in zwei Spielen unterlag.
Die Heimspiele des Teams werden in der Sibur Arena oder in der Platonow-Volleyball-Akademie ausgetragen. Zenit hält mit 7450 Zuschauern den Zuschauerrekord im russischen Volleyball, aufgestellt im letzten Spiel der  Meisterschaft 2017/18 gegen den VK Zenit-Kasan.

## Erfolge
- Superliga
Vizemeister (2):  2018, 2021
- Russischer Pokalwettbewerb
Finalist (3):   2018, 2019, 2020
- CEV-Pokal
Finalist (1):   2021